# Patrik Kunčar
Patrik Kunčar (* 27. února 1973 Uherské Hradiště) je český politik a geodet, v letech 2014 až 2024 senátor za obvod č. 80 – Zlín, v letech 2010 až 2018 starosta města Uherský Brod, člen KDU-ČSL.

## Život
V letech 1987 až 1991 absolvoval Gymnázium J. A. Komenského v Uherském Brodě a v letech 1991 až 1992 studoval na tehdejší Fakultě technologické Vysokého učení technického v Brně, která byla umístěna ve Zlíně (studia nedokončil). Vysokoškolské vzdělání si doplnil v letech 2010 až 2013 oborem andragogika na Univerzitě Jana Amose Komenského v Praze, kde získal titul Bc. V roce 2015 ukončil magisterské studium na VŠLG s titulem Ing.
Pracoval jako technický pracovník v České zbrojovce Uherský Brod (1994–1995) a jako technik a geodet (1995–2010).
Působil také ve Svazu měst a obcí ČR (v předsednictvu komory měst) a je členem představenstva Slováckých vodáren a kanalizací a.s. V letech 2010 až 2018 byl předsedou sdružení měst a obcí Uherskobrodsko.
Patrik Kunčar má tři syny.

## Politické působení
Od roku 2006 je členem KDU-ČSL a od roku 2010 předsedá Místní organizaci KDU-ČSL v Uherském Brodě. V roce 2013 se stal členem okresního a krajského výboru strany.
Do politiky vstoupil, když byl v komunálních volbách v roce 2006 zvolen jako člen KDU-ČSL za tuto stranu do Zastupitelstva města Uherského Brodu. V letech 2006 až 2010 předsedal Osadnímu výboru pro místní část Havřice. Mandát zastupitele města obhájil v komunálních volbách v roce 2010 jako lídr KDU-ČSL. V listopadu 2010 byl pak zvolen starostou města Uherského Brodu. V komunálních volbách v roce 2014 obhájil za KDU-ČSL post zastupitele města a dne 5. listopadu 2014 byl opět zvolen starostou města Uherského Brodu. Také ve volbách v roce 2018 obhájil post zastupitele města. Vzhledem k působení v Senátu PČR se však rozhodl opustit funkci starosty města a na začátku listopadu 2018 jej vystřídal Ferdinand Kubáník. V komunálních volbách v roce 2022 kandidoval do zastupitelstva Uherského Brodu z 5. místa kandidátky KDU-ČSL. Vlivem preferenčních hlasů však skončil čtvrtý, a obhájil tak mandát zastupitele města.
V krajských volbách v roce 2012 kandidoval za KDU-ČSL do Zastupitelstva Zlínského kraje, ale nebyl zvolen. Do Zastupitelstva Zlínského kraje neúspěšně kandidoval také v krajských volbách v letech 2016 a 2020, v obou případech z posledního 50. místa kandidátky KDU-ČSL.
Ve volbách do Poslanecké sněmovny PČR v roce 2013 kandidoval za KDU-ČSL ve Zlínském kraji, ale nebyl zvolen.
V doplňovacích volbách do Senátu PČR v roce 2014 v obvodu č. 80 – Zlín kandidoval za KDU-ČSL. V prvním kole získal 23,36 % hlasů, zvítězil a postoupil do kola druhého spolu s kandidátem ODS Liborem Lukášem. Ve druhém kole znovu zvítězil, když získal 63,16 % hlasů a byl zvolen senátorem.
Ve volbách do Senátu PČR v roce 2018 obhajoval za KDU-ČSL svůj senátorský mandát v obvodu č. 80 – Zlín. Podpořilo jej také hnutí SEN 21. Se ziskem 33,39 % hlasů vyhrál první kolo voleb a ve druhém kole se utkal s nestraníkem za Soukromníky Liborem Lukášem. Toho porazil poměrem hlasů 60,77 % : 39,22 %, a zůstal tak senátorem.
Ve volbách do Senátu PČR v roce 2024 obhajoval za KDU-ČSL mandát senátora v obvod č. 80 – Zlín. V prvním kole skončil druhý, když získal 26,16 % hlasů. Ve druhém kole se utkal s nestraníkem za hnutí ANO Oldřichem Hájkem, s nímž prohrál poměrem hlasů 47,83 % : 52,16 %. Mandát senátora se mu tak nepodařilo obhájit.